# Leucostrophus
Leucostrophus este un gen de molii din familia Sphingidae. 

## Specii
- Leucostrophus alterhirundo Gerstaecker, 1871
- Leucostrophus commasiae (Walker, 1856)